# کارلوس واسکس (بازیکن بسکتبال)
کارلوس واسکس (اسپانیایی: Carlos Vásquez‎; ۸ ژوئیهٔ ۱۹۴۲ – ۲۴ ژوئیهٔ ۱۹۸۴) بازیکن بسکتبال اهل پرو بود. وی در بازی‌های المپیک تابستانی ۱۹۶۴ شرکت کرده‌است.